# Sean Doherty (biathlonista)
Sean Doherty (ur. 8 czerwca 1995 w North Conway) – amerykański biathlonista, uczestnik igrzysk olimpijskich, mistrzostw świata oraz mistrzostw świata juniorów.

## Osiągnięcia

### Igrzyska olimpijskie
| Rok  | Miejscowość | Konkurencje | Konkurencje | Konkurencje | Konkurencje | Konkurencje | Konkurencje | Konkurencje |
| Rok  | Miejscowość | IN          | SP          | PU          | MS          | RL          | MR          | SR          |
| ---- | ----------- | ----------- | ----------- | ----------- | ----------- | ----------- | ----------- | ----------- |
| 2014 | Sochi       | nd.         | nd.         | nd.         | nd.         | 16.         | nd.         | nd.         |
| 2018 | Pjongczang  | 44.         | 65.         | nd.         | nd.         | 6.          | nd.         | nd.         |
| 2022 | Pekin       | 42.         | 47.         | 43.         | nd.         | 13.         | 7.          | nd.         |

### Mistrzostwa świata
| Rok  | Miejscowość | Konkurencje | Konkurencje | Konkurencje | Konkurencje | Konkurencje | Konkurencje | Konkurencje |
| Rok  | Miejscowość | IN          | SP          | PU          | MS          | RL          | MR          | SR          |
| ---- | ----------- | ----------- | ----------- | ----------- | ----------- | ----------- | ----------- | ----------- |
| 2015 | Kontiolahti | 47.         | 55.         | 45.         | nd.         | 14.         | nd.         | nd.         |
| 2016 | Oslo        | 34.         | 43.         | 45.         | nd.         | 8.          | 10.         | nd.         |
| 2017 | Hochfilzen  | 58.         | 39.         | 55.         | nd.         | 7.          | 16.         | nd.         |
| 2019 | Östersund   | 17.         | 22.         | 20.         | 21.         | nd.         | 19.         | 13.         |
| 2020 | Anterselva  | 24.         | 44.         | 43.         | nd.         | 8.          | 13.         | 11.         |
| 2021 | Pokljuka    | 52.         | 79.         | nd.         | nd.         | 15.         | 12.         | 22.         |
| 2023 | Oberhof     | 35.         | 80.         | nd.         | nd.         | 12.         | 13.         | nd.         |
| 2024 | Nové Město  | 23.         | 44.         | 26.         | 28.         | 5.          | 11.         | –           |
| 2025 | Lenzerheide | nd.         | 41.         | 45.         | nd.         | 9.          | nd.         | nd.         |

### Mistrzostwa świata juniorów
| Rok  | Miejscowość      | Konkurencje | Konkurencje | Konkurencje | Konkurencje | Konkurencje | Konkurencje | Konkurencje |
| Rok  | Miejscowość      | IN          | SP          | PU          | MS          | RL          | MR          | SR          |
| ---- | ---------------- | ----------- | ----------- | ----------- | ----------- | ----------- | ----------- | ----------- |
| 2015 | Mińsk            | 14.         | 3.          | 11.         | nd.         | 13.         | nd.         | nd.         |
| 2016 | Cheile Grădiştei | 3.          | 2.          | 1.          | nd.         | nd.         | nd.         | nd.         |

### Mistrzostwa Europy
| Rok  | Miejscowość | Konkurencje | Konkurencje | Konkurencje | Konkurencje | Konkurencje | Konkurencje | Konkurencje |
| Rok  | Miejscowość | IN          | SP          | PU          | MS          | RL          | MR          | SR          |
| ---- | ----------- | ----------- | ----------- | ----------- | ----------- | ----------- | ----------- | ----------- |
| 2013 | Bansko      | 36.         | 29.         | 26.         | nd.         | nd.         | 10.         | nd.         |

### Puchar Świata

#### Miejsca w klasyfikacji generalnej
| Sezon     | Miejsce |
| --------- | ------- |
| 2012/2013 | -       |
| 2013/2014 | -       |
| 2014/2015 | -       |
| 2015/2016 | 45.     |
| 2016/2017 | 71.     |
| 2017/2018 | 36.     |
| 2018/2019 | 25.     |
| 2019/2020 | 50.     |
| 2020/2021 | 57.     |
| 2021/2022 | 57.     |
| 2022/2023 | 32.     |
| 2023/2024 | 72.     |
| 2024/2025 | 71.     |